# Yann Martel
Yann Martel, född 25 juni 1963 i Salamanca i Spanien, är en kanadensisk författare. Martel har som diplomatbarn växt upp med hela världen som sitt hem, men också som vuxen har han rest runt jorden.
Sedan 27 års ålder har han skrivit på heltid och han debuterade 1993 i bokform; novellsamlingen Upphovet till historien om Helsingforsfamiljen Roccamatio . Därefter följde romanen Self (1996).
Han vann Bookerpriset 2002 för sin tredje roman Berättelsen om Pi, som 2012 även filmatiserades i regi av Ang Lee.